# Chris Moleya
Chris Moleya (Sudáfrica, 27 de enero de 1997) es un atleta sudafricano, especialista en la prueba de salto de altura, en la que logró ser subcampeón africano en 2018

## Carrera deportiva
En el Campeonato Africano de Atletismo de 2018 celebrado en Asaba (Nigeria) ganó la medalla de plata en el salto de altura, con un salto por encima de 2.26 metros, tras el keniano Mathew Sawe (oro con 2.30 metros, récord nacional) y por delante de su compatriota el también sudafricano Mpho Links (bronce con 2.15 metros).